# Die jüngste Tochter
Die jüngste Tochter (Originaltitel: La petite dernière, englischsprachiger Titel: The Little Sister) ist ein Spielfilm von Hafsia Herzi aus dem Jahr 2025. Bei dem Drama handelt es sich um eine Verfilmung des gleichnamigen Romans von Fatima Daas. Das Werk wurde im Rahmen der Internationalen Filmfestspiele von Cannes im Mai 2025 uraufgeführt, wo Nadia Melliti mit dem Darstellerpreis geehrt wurde.

## Handlung
Die 17-jährige Fatima wächst als jüngste Tochter in einer algerischen Einwandererfamilie in einem Banlieue auf. Die Themen Liebe und Sexualität sind für sie ein Tabu. Als sie das Gymnasium in der Vorstadt verlässt, um sich auf ihr Philosophiestudium in Paris vorzubereiten, beginnt sie sich von ihrer Familie zu distanzieren. Fatima lernt neue Lebensentwürfe kennen und bekennt sich zu ihrer Homosexualität. Dies führt zum Konflikt mit ihrer Familie, ihrem muslimischen Glauben und mit sich selbst.

## Hintergrund
Die jüngste Tochter ist der vierte Spielfilm der Schauspielerin und Regisseurin Hafsia Herzi. Sie verfasste auch das Drehbuch nach dem gleichnamigen, preisgekrönten Roman von Fatima Daas. Der Film ist eine Produktion des französischen Unternehmens June Films (Produktion: Julie Billy, Naomi Denamur) und der deutschen Katuh Studio (Vanessa Ciszewski) sowie von ZDF/ARTE France.

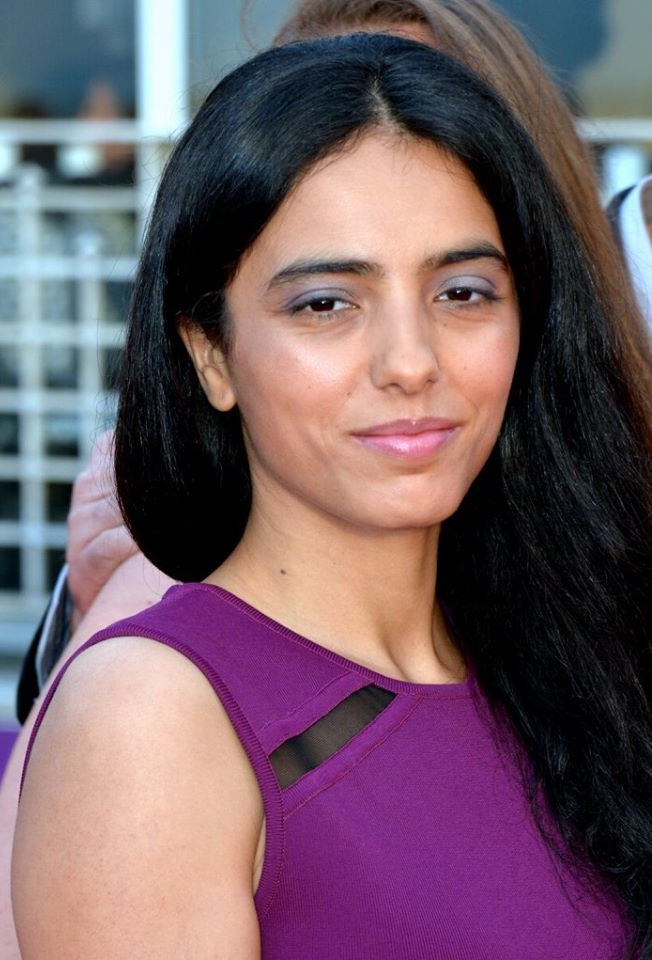
Hafsia Herzi (2018)
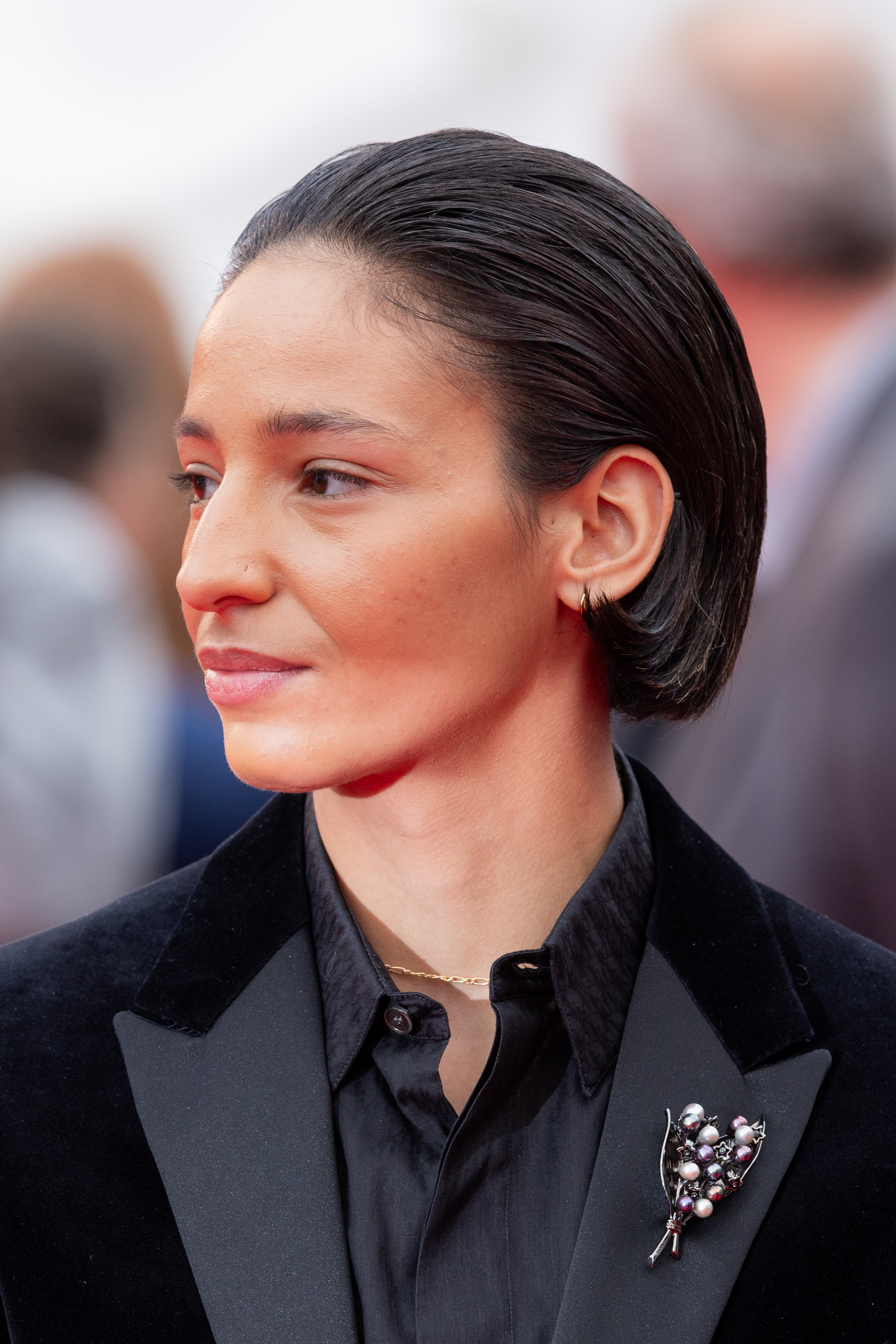
Hauptdarstellerin Nadia Melliti bei der Präsentation des Films in Cannes

## Veröffentlichung
Die Weltpremiere von Die jüngste Tochter fand am 16. Mai 2025 im Hauptwettbewerb des 78. Filmfestivals von Cannes statt. Der Film wurde dort mit zwölf Minuten stehendem Applaus gefeiert. Besonders gelobt wurde auch Hauptdarstellerin Nadia Melliti. Die lange Applausdauer reiht den Film in die Liste der am meisten gefeierten Beiträge der Festivalgeschichte ein.
Ein regulärer Kinostart in Frankreich erfolgt am 1. Oktober 2025 im Verleih von Ad Vitam.

## Auszeichnungen
Für Die jüngste Tochter erhielt Hafsia Herzi ihre erste Einladung in den Wettbewerb um die Goldene Palme des Filmfestivals von Cannes. Titelheldin Nadia Melliti wurde für ihre schauspielerische Leistung mit dem  Darstellerpreis geehrt. Darüber hinaus gewann der Film dort den LGBTQ-Preis Queer Lion.